# Nati nel 1434
| Questa pagina contiene informazioni ricavate automaticamente dalle voci biografiche con l'ausilio del template Bio e di un bot. L'aggiornamento è periodico e automatico e ricostruisce completamente la pagina. Se manca una persona in questa lista, sei pregato di non aggiungerla, ma accertati piuttosto che la sua voce biografica contenga il template Bio e che i dati anagrafici siano correttamente compilati. Se il template Bio manca, inseriscilo tu stesso o, in alternativa, metti l'avviso {{tmp\|Bio}} che ne segnala la mancanza. Se i dati riportati sono sbagliati, correggi direttamente la voce biografica; le modifiche saranno visibili in questa lista entro pochi giorni. Per chiarimenti vedi il progetto biografie. La lista contiene solo le 33 persone che sono citate nell'enciclopedia e per le quali è stato implementato correttamente il template Bio. Pagina aggiornata al 18 giu 2025. |

- 3 gennaio - Cecco Brandolini, condottiero italiano
- 8 gennaio - Guido Stella, storico, poeta e medico italiano († 1492)
- 19 marzo - Ashikaga Yoshikatsu, militare giapponese († 1443)
- 25 marzo - Eustochia Calafato, monaca cristiana e badessa italiana († 1485)
- 22 aprile - Giorgio Antonio Vespucci, umanista italiano († 1514)
- 13 giugno - Cristoforo della Rovere, cardinale e arcivescovo cattolico italiano († 1478)
- 25 luglio - Giacomo Gherardi, diplomatico e presbitero italiano († 1516)
- 29 agosto - Janus Pannonius, vescovo cattolico, poeta e umanista ungherese († 1472)
- 18 settembre - Eleonora d'Aviz, principessa portoghese († 1467)
- 23 settembre - Iolanda di Valois, duchessa († 1478)
- 28 dicembre - Antonio Grimani, politico italiano († 1523)
- Piero Alamanni, politico e ambasciatore italiano († 1519)
- Emery d'Amboise, militare francese († 1512)
- Girolamo Basso della Rovere, cardinale italiano († 1507)
- Bartolomeo Calco, politico e mecenate italiano († 1508)
- Ursina Colleoni, nobildonna italiana († 1475)
- Nicolò Donà, patriarca cattolico italiano († 1497)
- Tommaso Donà, patriarca cattolico italiano († 1504)
- Bertoldo d'Este, condottiero italiano († 1463)
- Jacopo Filippo Foresti, monaco cristiano e letterato italiano († 1520)
- John Islay, Conte di Ross, nobile scozzese († 1503)
- Kanō Masanobu, pittore giapponese († 1530)
- Costantino Lascaris, filologo e umanista bizantino († 1501)
- Maria di Gheldria, regina († 1463)
- William Parr, I barone Parr di Kendal, nobile britannico († 1483)
- Gian Maria Riminaldi, giurista italiano († 1497)
- Alessandro de Ritiis, scrittore italiano
- Serafina Sforza, religiosa italiana († 1478)
- Tosa Mitsunobu, pittore giapponese († 1525)
- Melchiorre Trevisan, generale e ammiraglio italiano († 1500)
- Michael Wolgemut, pittore e tipografo tedesco († 1519)
- Giulio Cesare da Varano, condottiero italiano († 1502)
- Ardicino della Porta iuniore, cardinale italiano († 1493)